# James Lock & Co.
Lock & Co. Hatters (formálně James Lock and Company Limited) je nejstarší obchod s klobouky na světě a světově 34. nejstarší rodinný podnik, který je také držitelem tzv. královské záruky. Nachází se na St James's Street č. 6 v Londýně v budově uvedené na seznamu chráněných památek II. kategorie.

## Historie
Podnik založil v roce 1676 Robert Davis. Pokračoval v něm jeho syn Charles, který přijal Jamese Locka (1731–1806) jako svého učně v roce 1747. James se později oženil s Mary, Davisovou jedinou dcerou. Po Davisově smrti v roce 1759, James Lock podnik zdědil. Jeho potomci vlastní a provozují podnik dodnes, od roku 1765 na stejném místě.
Podnik je odpovědný za vznik typu klobouku – buřinky (anglicky: bowler hat). V roce 1849, Edward Coke, synovec Thomase Cokea, 1. hraběte z Leicesteru a mladší bratr Thomase Cokea, 2. hraběte z Leicesteru, požadoval klobouk, který by vyřešil problematiku pokrývky hlavy pro myslivce. Tradiční cylindr byl příliš nestabilní a příliš vysoký (často byl sražen nízkými větvemi). Řešením této problematiky byli kloboučníci William a Thomas Bowlerovi. Říká se, že když se Coke vrátil pro svůj nový klobouk, nejdříve ho hodil na zem a dvakrát na něj šlápl. To aby otestoval jeho odolnost, než zaplatil 12 šilinků a spokojeně odešel.
Admirál Lord Nelson nosil třírohák z tohoto obchodu v bitvě u Trafalgaru, doplněný páskou přes oko. Vždy švihácký Beau Brummell si zde obstarával klobouky, které byly ladily s jeho výbavou oblečení. Winston Churchill si přivlastnil zdejší klobouky Cambridge a homburg, které se staly typickým pro jeho oblékání, stejně tak pro Anthonyho Edena, který nikdy nevyrazil bez svého homburku od Locka. 
Významnými zákazníky byli admirál Lord Nelson a spisovatel Oscar Wilde. Mezi pozdější slavné klienty patří Cecil Beaton, David Beckham, Victor Borge, Pierce Brosnan, Jackie Chan, Charlie Chaplin, Eric Clapton, Douglas Fairbanks Jr (který žil v bytě nad obchodem), Alec Guinness, Jeremy Irons, Patrick Macnee (když hrál Johna Steeda), Peter O'Toole, Gary Oldman, Laurence Olivier, Michael Palin, Donald Sinden, Jon Voight a vévoda z Windsoru.
Lock & Co. má tzv. královskou záruku jako kloboučnictví britského krále Karla III.